# ميليسا مايكلسين
ميليسا مايكلسين (بالإنجليزية: Melissa Michaelsen)‏ هي ممثلة أمريكية، ولدت في 26 مارس 1968 في مانهاتن في الولايات المتحدة.

## وصلات خارجية
- ميليسا مايكلسين على موقع IMDb (الإنجليزية)
- ميليسا مايكلسين على موقع قاعدة بيانات الفيلم (الإنجليزية)